# Dominik Jansen
Dominik Jansen (* 30. Januar 1982 in Mönchengladbach) ist ein ehemaliger deutscher Fußballspieler.

## Karriere
Der Stürmer bestritt von 2001 bis 2003 für den MSV Duisburg zehn Spiele in der 2. Fußball-Bundesliga, bevor er im Sommer 2003 in die Regionalliga Nord zu Eintracht Braunschweig wechselte. Für die Eintracht kam er in den folgenden zwei Jahren auf 38 Regionalligaeinsätze und drei Tore. 2005 schloss sich Dominik Jansen der Reserve des FC Schalke 04 an (29/4) und ein Jahr später Rot-Weiß Oberhausen. Mit RWO wurde er Meister der Oberliga Nordrhein, woran er mit drei Toren in 24 Spielen beteiligt war. In der Saison 2008/09 spielte Jansen für den FC Wegberg-Beeck, mit dem er auch am DFB-Pokal teilnahm und in der 1. Hauptrunde mit 1:4 an Alemannia Aachen scheiterte.
2009 wechselte der Angreifer zum NRW-Liga-Aufsteiger SC Wiedenbrück 2000, den er in der Saison 2009/10 als Torschützenkönig der Liga (25 Tore) zum Regionalliga-Aufstieg führte. Ab 2010 spielte Jansen mit Wiedenbrück in der Regionalliga West. Am 8. April 2014 übernahm Jansen interimsweise das Traineramt in Wiedenbrück, nachdem der bisherige Trainer Theo Schneider beurlaubt wurde. In den restlichen sieben Spielen unter seiner Leitung blieb die Mannschaft ungeschlagen und schaffte noch den Klassenerhalt.
Dominik Jansen ist der Cousin des deutschen Nationalspielers Marcell Jansen. Hauptberuflich arbeitet Dominik Jansen als Industriekaufmann.